# .345 Winchester Self-Loading

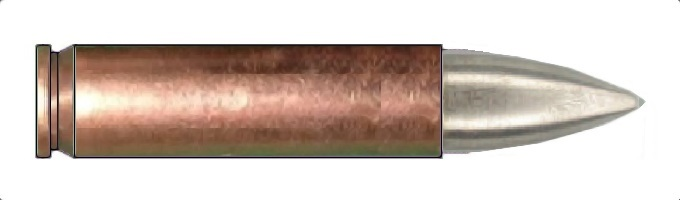
O cartucho .345 Winchester Self-Loading.

O .345 Winchester Self-Loading (.345 WSL / .345 Winchester Machine Rifle) ou eventualmente 8.8x34mm WSL é um cartucho de fogo central para rifle, sem aro em formato "cilíndrico", criado em 1917 pela Winchester Repeating Arms Company.

## Histórico

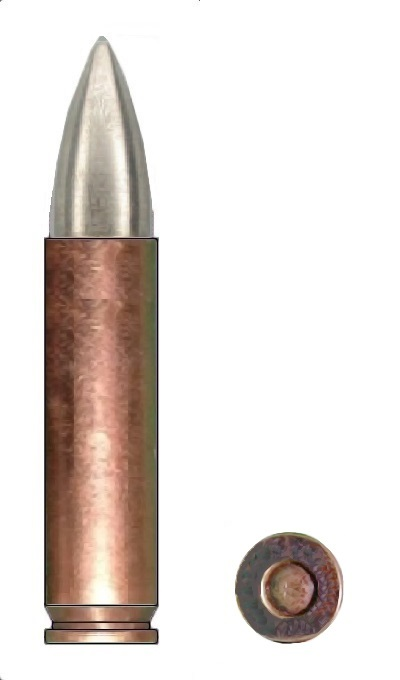
O cartucho .345 Winchester Self-Loading.

Durante o desenrolar da Primeira Guerra Mundial, os balões de observação eram fundamentais para os dois lados do front. Esses balões estáticos inflados com hidrogênio, tornaram-se alvos para os aviadores dos dois lados, e eram defendidos por baterias anti-aéreas e caças de patrulha.
Para enfrentar esses balões, a munição convencional se mostrou ineficiente, e outras alternativas foram buscadas. Em 1916, o oficial francês Yves le Prieur, criou um sistema de foguetes acionado por eletricidade, porém o seu alcance era limitado. Em 1917, munições traçantes e incendiárias estavam sendo desenvolvidas visando esses balões.
Para atender essa necessidade, Frank F. Burton da Winchester, desenvolveu o "Burton Light Machine Rifle", um rifle semiautomático por ação de blowback, com seleção de cadência de tiros para ser usado em aviões de observação e vigilância, cuja primeira versão prática ficou pronta em 1917. Para esse rifle, ele adaptou o cartucho .351 WSL, em um cartucho sem aro, disparando uma bala Spitzer incendiária, surgindo o .345 Winchester Self-Loading.

## Dimensões

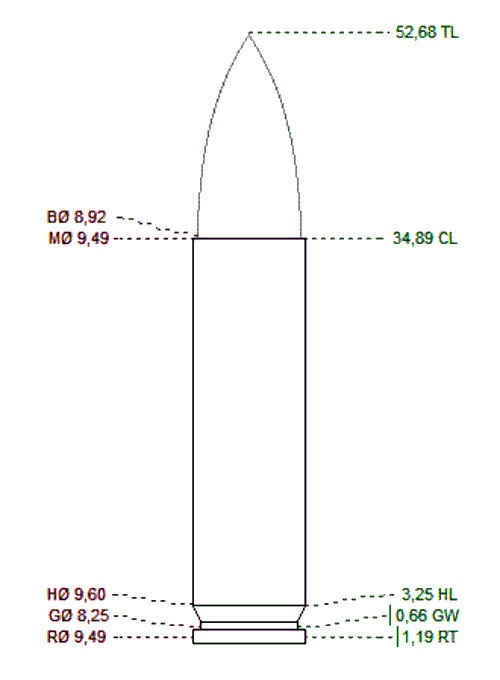